# 海因里希一世 (拿騷-拜爾施泰因)
海因里希一世（德語：Heinrich I. von Nassau-Beilstein，1307年—1388年），拿騷-拜爾施泰因伯爵，錫根的海因里希一世之子，1343年至1388年在位。

## 家庭
1339年，海因里希一世與威斯特堡的梅娜（Meyna von Westerburg）結婚，兩人共有2子1女：
1. 海因里希二世（—1410年）
2. 萊因哈德（—約1416年）
3. 阿德海德（—1365年）